# Сантијаго Текискијак
Сантијаго Текискијак (шп. Tequixquiac) је општина у Мексику. 

## Становништво
| 1990.  | 2000.  | 2010.  |
| ------ | ------ | ------ |
| 20.784 | 28.039 | 33.907 |